# Kraniologia
Kraniologia (gr. kranion ‘czaszka’) – dział anatomii porównawczej zajmujący się budową czaszki (u człowieka i innych naczelnych) oraz jej kształtowaniem się w rozwoju osobniczym i filogenetycznym.